# Premis Altea de Literatura i Investigació
Los Premis Altea de literatura i investigació son unos premios literarios convocados por primera vez en el año 2017, como premios literarios e investigación en el municipio de Altea gracias a la iniciativa de Juan Borja y Sanz, y de la concejalía de Cultura del Ayuntamiento de Altea. Combinan diversas modalidades tales como narrativa y ensayo, en valenciano. La dotación ha variado según la edición, por ejemplo en la edición de 2020, la modalidad de narrativa, categoría novela, está dotada en 5.000 euros; la categoría infantil y juvenil son 4.000 euros y el ensayo e investigación son 3.000 euros.

## Modalidades
Tiene diferentes modalidades:
- ‘’’Premi Carmelina Sánchez-Cutillas de Novel·la i Prosa Creativa’’’

- ‘’’Premi d'Assaig i Investigació Francesc Martínez i Martínez’’’

- ‘’’Premi Altea de Literatura Infantil i Juvenil’’’

- ‘’’Premi Estela d'Honor’’’

## Premiados

### PremiCarmelina Sánchez-Cutillasde Novel·la i Prosa Creativa
- 2017 – Joan-Lluís Moreno Congost, por Tast de salobre

- 2018 – Tom Colomer Saus, por Gens il·lustres

- 2019 – Antoni Martínez i Bonet, por D'amor res

- 2020 - Ferran García-Oliver, por La bèstia en què cavalquem

### Premi d'Assaig i Investigació Francesc Martínez i Martínez
- 2017 – Alberto Miralles Martínez, por Altea: La gestió d'un municipi de la rereguarda republicana en la Guerra Civil i el destí dels seus gestors (1936-1939)

- 2018 – Rafael Roca Ricart, por La germanor cultural valencianocatalana a través d'un epistolari inèdit de Teodor Llorente (1865-1910)

- 2019 – Diego Barber i Cristina Fuster, por Emigració Altea-Argentina

- 2020 - Antoni Belda Antolí, por De la mar a la terra

### Premi Altea de Literatura Infantil i Juvenil
- 2017 – Ivan Carbonell i Iglesias, por L'àmfora fenícia

- 2018 – Mercè Climent i Payà, por Murta i els minairons

- 2019 – Vicent Borràs, por El iaio a Nova York

- 2020 - Josep Escarré, por No podria ser més feliç

### Premi Estela d'Honor
- 2017 – Ramón Llorens Barber

- 2018 – Joan Navarro Ramon

- 2019 – Josep Martínez Orozco